# Мохов, Николай Павлович
Николай Павлович Мохов (род. 28 октября 1928, Ржев, Тверская губерния) — советский и российский артист, директор и артист Камерного драматического театра (Томск) (1991—2019), народный артист России (1998).

## Биография
Родился 28 октября 1928 года в городе Ржев. Служил в армии. В 1960 году с отличием окончил школу-студию МХАТ, ученик П. Массальского, А. Тарасовой, А. Степановой. В дипломном спектакле исполнил роль Сатина в пьесе «На дне», имел положительные отклики в московской печати. После окончания студии, несмотря на приглашения в московские театры, уехал в провинцию. Работал в Красноярском краевом театре, театрах Хабаровска, Челябинска, Саратова, Рижском и Ереванском академических русских драматических театрах. Среди партнёров Мохова на сцене были А. Джигарханян и О. Янковский.
В 1981—1998 годах работал в Томском драматическом театре. В числе ролей, сыгранных Н. Моховым, — Гамлет, Отелло, король Лир в пьесах Шекспира, Борис Годунов, Несчастливцев в «Лесе» Островского, Лука в «На дне» Горького, Мольер в пьесе Булгакова.
Создатель и директор (1991—2019) Томского камерного драматического театра.

## Семья
- Супруга — Алевтина Николаевна Буханченко (1947—2020), Заслуженная артистка России[3]

## Награды и признание
- Народный артист Российской Федерации (1998)
- Заслуженный артист РСФСР (1987)
- Почётная грамота Государственной Думы Томской области (2003)[4]